# Syromalabarisk rit
Syroalabarisk rit (äv. "malabarisk rit") är en östkristen rit som används av Syro-malabariska katolska kyrkan och som enligt den egna traditionen går tillbaka på aposteln Tomas (därav benämningen tomaskristna) i nuvarande delstaten Kerala på Malabarkusten (Indien).